# Schotland op het Europees kampioenschap voetbal 2020
Schotland was een van de deelnemende landen aan het Europees kampioenschap voetbal 2020. Het was de derde deelname voor het land. Steve Clarke was de bondscoach. Schotland werd uitgeschakeld in de groepsfase.

## Kwalificatie

### Kwalificatieduels
|                                                |                                              |         |           |                                                                                        |
| 21 maart 2019 «onderlinge duels» 21.00 (UTC+6) | Kazachstan                                   | 3 − 0   | Schotland | Stadion: Astana Arena, Nur-Sultan Toeschouwers: 27.641 Scheidsrechter: Srđan Jovanović |
| 21 maart 2019 «onderlinge duels» 21.00 (UTC+6) | Pertsoech 6' Vorogovski 10' Zajnoetdinov 51' | Verslag |           | Stadion: Astana Arena, Nur-Sultan Toeschouwers: 27.641 Scheidsrechter: Srđan Jovanović |
| 21 maart 2019 «onderlinge duels» 21.00 (UTC+6) |                                              |         |           | Stadion: Astana Arena, Nur-Sultan Toeschouwers: 27.641 Scheidsrechter: Srđan Jovanović |
| 21 maart 2019 «onderlinge duels» 21.00 (UTC+6) |                                              |         |           | Stadion: Astana Arena, Nur-Sultan Toeschouwers: 27.641 Scheidsrechter: Srđan Jovanović |
|                                                |                                              |         |           |                                                                                        |

|                                                |            |         |                       |                                                                                                |
| 24 maart 2019 «onderlinge duels» 18.00 (UTC+1) | San Marino | 0 − 2   | Schotland             | Stadion: Stadio Olimpico, Serravalle Toeschouwers: 4.077 Scheidsrechter: Manuel Schüttengruber |
| 24 maart 2019 «onderlinge duels» 18.00 (UTC+1) |            | Verslag | 4' McLean 74' Russell | Stadion: Stadio Olimpico, Serravalle Toeschouwers: 4.077 Scheidsrechter: Manuel Schüttengruber |
| 24 maart 2019 «onderlinge duels» 18.00 (UTC+1) |            |         |                       | Stadion: Stadio Olimpico, Serravalle Toeschouwers: 4.077 Scheidsrechter: Manuel Schüttengruber |
| 24 maart 2019 «onderlinge duels» 18.00 (UTC+1) |            |         |                       | Stadion: Stadio Olimpico, Serravalle Toeschouwers: 4.077 Scheidsrechter: Manuel Schüttengruber |
|                                                |            |         |                       |                                                                                                |

|                                              |                         |         |               |                                                                                       |
| 8 juni 2019 «onderlinge duels» 19.45 (UTC+1) | Schotland               | 2 − 1   | Cyprus        | Stadion: Hampden Park, Glasgow Toeschouwers: 31.277 Scheidsrechter: Ola Hobber Nilsen |
| 8 juni 2019 «onderlinge duels» 19.45 (UTC+1) | Robertson 61' Burke 89' | Verslag | 87' Kousoulos | Stadion: Hampden Park, Glasgow Toeschouwers: 31.277 Scheidsrechter: Ola Hobber Nilsen |
| 8 juni 2019 «onderlinge duels» 19.45 (UTC+1) |                         |         |               | Stadion: Hampden Park, Glasgow Toeschouwers: 31.277 Scheidsrechter: Ola Hobber Nilsen |
| 8 juni 2019 «onderlinge duels» 19.45 (UTC+1) |                         |         |               | Stadion: Hampden Park, Glasgow Toeschouwers: 31.277 Scheidsrechter: Ola Hobber Nilsen |
|                                              |                         |         |               |                                                                                       |

|                                               |                                      |         |           |                                                                                               |
| 11 juni 2019 «onderlinge duels» 20.45 (UTC+2) | België                               | 3 − 0   | Schotland | Stadion: Koning Boudewijnstadion, Brussel Toeschouwers: 32.482 Scheidsrechter: Petr Ardeleánu |
| 11 juni 2019 «onderlinge duels» 20.45 (UTC+2) | R. Lukaku 45+1', 57' De Bruyne 90+2' | Verslag |           | Stadion: Koning Boudewijnstadion, Brussel Toeschouwers: 32.482 Scheidsrechter: Petr Ardeleánu |
| 11 juni 2019 «onderlinge duels» 20.45 (UTC+2) |                                      |         |           | Stadion: Koning Boudewijnstadion, Brussel Toeschouwers: 32.482 Scheidsrechter: Petr Ardeleánu |
| 11 juni 2019 «onderlinge duels» 20.45 (UTC+2) |                                      |         |           | Stadion: Koning Boudewijnstadion, Brussel Toeschouwers: 32.482 Scheidsrechter: Petr Ardeleánu |
|                                               |                                      |         |           |                                                                                               |

|                                                   |            |         |                                  |                                                                                             |
| 6 september 2019 «onderlinge duels» 19.45 (UTC+1) | Schotland  | 1 − 2   | Rusland                          | Stadion: Hampden Park, Glasgow Toeschouwers: 32.432 Scheidsrechter: Anastasios Sidiropoulos |
| 6 september 2019 «onderlinge duels» 19.45 (UTC+1) | McGinn 11' | Verslag | 40' Dzjoeba 59' (e.d.) O'Donnell | Stadion: Hampden Park, Glasgow Toeschouwers: 32.432 Scheidsrechter: Anastasios Sidiropoulos |
| 6 september 2019 «onderlinge duels» 19.45 (UTC+1) |            |         |                                  | Stadion: Hampden Park, Glasgow Toeschouwers: 32.432 Scheidsrechter: Anastasios Sidiropoulos |
| 6 september 2019 «onderlinge duels» 19.45 (UTC+1) |            |         |                                  | Stadion: Hampden Park, Glasgow Toeschouwers: 32.432 Scheidsrechter: Anastasios Sidiropoulos |
|                                                   |            |         |                                  |                                                                                             |

|                                                   |           |         |                                                           |                                                                               |
| 9 september 2019 «onderlinge duels» 19.45 (UTC+1) | Schotland | 0 − 4   | België                                                    | Stadion: Hampden Park, Glasgow Toeschouwers: 25.524 Scheidsrechter: Paweł Gil |
| 9 september 2019 «onderlinge duels» 19.45 (UTC+1) |           | Verslag | 9' R. Lukaku 24' Vermaelen 32' Alderweireld 82' De Bruyne | Stadion: Hampden Park, Glasgow Toeschouwers: 25.524 Scheidsrechter: Paweł Gil |
| 9 september 2019 «onderlinge duels» 19.45 (UTC+1) |           |         |                                                           | Stadion: Hampden Park, Glasgow Toeschouwers: 25.524 Scheidsrechter: Paweł Gil |
| 9 september 2019 «onderlinge duels» 19.45 (UTC+1) |           |         |                                                           | Stadion: Hampden Park, Glasgow Toeschouwers: 25.524 Scheidsrechter: Paweł Gil |
|                                                   |           |         |                                                           |                                                                               |

|                                                  |                                          |         |           |                                                                                                |
| 10 oktober 2019 «onderlinge duels» 21.45 (UTC+3) | Rusland                                  | 4 − 0   | Schotland | Stadion: Olympisch Stadion Loezjniki, Moskou Toeschouwers: 65.703 Scheidsrechter: Jakob Kehlet |
| 10 oktober 2019 «onderlinge duels» 21.45 (UTC+3) | Dzjoeba 57', 70' Ozdojev 60' Golovin 84' | Verslag |           | Stadion: Olympisch Stadion Loezjniki, Moskou Toeschouwers: 65.703 Scheidsrechter: Jakob Kehlet |
| 10 oktober 2019 «onderlinge duels» 21.45 (UTC+3) |                                          |         |           | Stadion: Olympisch Stadion Loezjniki, Moskou Toeschouwers: 65.703 Scheidsrechter: Jakob Kehlet |
| 10 oktober 2019 «onderlinge duels» 21.45 (UTC+3) |                                          |         |           | Stadion: Olympisch Stadion Loezjniki, Moskou Toeschouwers: 65.703 Scheidsrechter: Jakob Kehlet |
|                                                  |                                          |         |           |                                                                                                |

|                                                  |                                                                |         |            |                                                                                    |
| 13 oktober 2019 «onderlinge duels» 17.00 (UTC+1) | Schotland                                                      | 6 − 0   | San Marino | Stadion: Hampden Park, Glasgow Toeschouwers: 20.699 Scheidsrechter: Jérôme Brisard |
| 13 oktober 2019 «onderlinge duels» 17.00 (UTC+1) | McGinn 12', 27', 45+1' Shankland 65' Findlay 67' Armstrong 86' | Verslag |            | Stadion: Hampden Park, Glasgow Toeschouwers: 20.699 Scheidsrechter: Jérôme Brisard |
| 13 oktober 2019 «onderlinge duels» 17.00 (UTC+1) |                                                                |         |            | Stadion: Hampden Park, Glasgow Toeschouwers: 20.699 Scheidsrechter: Jérôme Brisard |
| 13 oktober 2019 «onderlinge duels» 17.00 (UTC+1) |                                                                |         |            | Stadion: Hampden Park, Glasgow Toeschouwers: 20.699 Scheidsrechter: Jérôme Brisard |
|                                                  |                                                                |         |            |                                                                                    |

|                                                   |           |         |                         |                                                                                  |
| 16 november 2019 «onderlinge duels» 16.00 (UTC+2) | Cyprus    | 1 − 2   | Schotland               | Stadion: GSP-stadion, Nicosia Toeschouwers: 7.595 Scheidsrechter: Harald Lechner |
| 16 november 2019 «onderlinge duels» 16.00 (UTC+2) | Efrem 47' | Verslag | 12' Christie 53' McGinn | Stadion: GSP-stadion, Nicosia Toeschouwers: 7.595 Scheidsrechter: Harald Lechner |
| 16 november 2019 «onderlinge duels» 16.00 (UTC+2) |           |         |                         | Stadion: GSP-stadion, Nicosia Toeschouwers: 7.595 Scheidsrechter: Harald Lechner |
| 16 november 2019 «onderlinge duels» 16.00 (UTC+2) |           |         |                         | Stadion: GSP-stadion, Nicosia Toeschouwers: 7.595 Scheidsrechter: Harald Lechner |
|                                                   |           |         |                         |                                                                                  |

|                                                 |                                |         |                  |                                                                                 |
| 19 november 2019 «onderlinge duels» 19.45 (UTC) | Schotland                      | 3 − 1   | Kazachstan       | Stadion: Hampden Park, Glasgow Toeschouwers: 19.515 Scheidsrechter: Bas Nijhuis |
| 19 november 2019 «onderlinge duels» 19.45 (UTC) | McGinn 48', 90+1' Naismith 64' | Verslag | 34' Zajnoetdinov | Stadion: Hampden Park, Glasgow Toeschouwers: 19.515 Scheidsrechter: Bas Nijhuis |
| 19 november 2019 «onderlinge duels» 19.45 (UTC) |                                |         |                  | Stadion: Hampden Park, Glasgow Toeschouwers: 19.515 Scheidsrechter: Bas Nijhuis |
| 19 november 2019 «onderlinge duels» 19.45 (UTC) |                                |         |                  | Stadion: Hampden Park, Glasgow Toeschouwers: 19.515 Scheidsrechter: Bas Nijhuis |
|                                                 |                                |         |                  |                                                                                 |

### Eindstand groep I
| Nr. | Land       | GW | W  | G | V  | DV | DT | DS  | Ptn |
| --- | ---------- | -- | -- | - | -- | -- | -- | --- | --- |
| 1   | België     | 10 | 10 | 0 | 0  | 40 | 3  | +37 | 30  |
| 2   | Rusland    | 10 | 8  | 0 | 2  | 33 | 8  | +25 | 24  |
| 3   | Schotland  | 10 | 5  | 0 | 5  | 16 | 19 | -3  | 15  |
| 4   | Cyprus     | 10 | 3  | 1 | 6  | 15 | 20 | -5  | 10  |
| 5   | Kazachstan | 10 | 3  | 1 | 6  | 13 | 17 | -4  | 10  |
| 6   | San Marino | 10 | 0  | 0 | 10 | 4  | 36 | -32 | 0   |

### Play-offs

#### Halve finale
|                                                 |                                            |                         |                                 |                                                                               |
| 8 oktober 2020 «onderlinge duels» 19.45 (UTC+1) | Schotland                                  | 0 − 0 (n.v.) 5 – 3 pen. | Israël                          | Stadion: Hampden Park, Glasgow Toeschouwers: 0 Scheidsrechter: Ovidiu Haţegan |
| 8 oktober 2020 «onderlinge duels» 19.45 (UTC+1) | Verslag                                    |                         |                                 | Stadion: Hampden Park, Glasgow Toeschouwers: 0 Scheidsrechter: Ovidiu Haţegan |
| 8 oktober 2020 «onderlinge duels» 19.45 (UTC+1) | Strafschoppen                              |                         |                                 | Stadion: Hampden Park, Glasgow Toeschouwers: 0 Scheidsrechter: Ovidiu Haţegan |
| 8 oktober 2020 «onderlinge duels» 19.45 (UTC+1) | McGinn McGregor McTominay Shankland McLean |                         | Zahavi Bitton Weissman Abu Fani | Stadion: Hampden Park, Glasgow Toeschouwers: 0 Scheidsrechter: Ovidiu Haţegan |
|                                                 |                                            |                         |                                 |                                                                               |

#### Finale
|                                                   |                                      |                         |                                              |                                                                                         |
| 12 november 2020 «onderlinge duels» 20.45 (UTC+1) | Servië                               | 1 − 1 (n.v.) 4 – 5 pen. | Schotland                                    | Stadion: Rode Sterstadion, Belgrado Toeschouwers: 0 Scheidsrechter: Antonio Mateu Lahoz |
| 12 november 2020 «onderlinge duels» 20.45 (UTC+1) | Jović 90'                            | Verslag                 | 52' Christie                                 | Stadion: Rode Sterstadion, Belgrado Toeschouwers: 0 Scheidsrechter: Antonio Mateu Lahoz |
| 12 november 2020 «onderlinge duels» 20.45 (UTC+1) | Strafschoppen                        |                         |                                              | Stadion: Rode Sterstadion, Belgrado Toeschouwers: 0 Scheidsrechter: Antonio Mateu Lahoz |
| 12 november 2020 «onderlinge duels» 20.45 (UTC+1) | Tadić Jović Gudelj Katai A. Mitrović |                         | Griffiths McGregor McTominay McBurnie McLean | Stadion: Rode Sterstadion, Belgrado Toeschouwers: 0 Scheidsrechter: Antonio Mateu Lahoz |
|                                                   |                                      |                         |                                              |                                                                                         |

## EK-voorbereiding

### Wedstrijden
|                                              |                |       |                       |                                                                                     |
| 2 juni 2021 «onderlinge duels» 19:45 (UTC+1) | Nederland      | 2 – 2 | Schotland             | Estádio Algarve, Almancil (Portugal) Toeschouwers: 0 Scheidsrechter: Vítor Ferreira |
| 2 juni 2021 «onderlinge duels» 19:45 (UTC+1) | Depay 17', 89' |       | 10' Hendry 63' Nisbet | Estádio Algarve, Almancil (Portugal) Toeschouwers: 0 Scheidsrechter: Vítor Ferreira |

|                                              |               |       |           |                                                                                    |
| 6 juni 2021 «onderlinge duels» 18:00 (UTC+2) | Luxemburg     | 0 – 1 | Schotland | Stade Josy Barthel, Luxemburg-stad Toeschouwers: 0 Scheidsrechter: Eldorjan Hamiti |
| 6 juni 2021 «onderlinge duels» 18:00 (UTC+2) | Selimović 34' |       | 27' Adams | Stade Josy Barthel, Luxemburg-stad Toeschouwers: 0 Scheidsrechter: Eldorjan Hamiti |

## Het Europees kampioenschap
De loting vond plaats op 30 november 2019 in Boekarest. Schotland werd ondergebracht in groep D, samen met Engeland, Kroatië en Tsjechië.

### Uitrustingen
Sportmerk: adidas
| Thuis | Uit | Doelman |

### Selectie en statistieken
| Nr. | Naam              | Geboortedatum | GW |   |   |   |   |   |   | Club                | Positie(s) |
| --- | ----------------- | ------------- | -- | - | - | - | - | - | - | ------------------- | ---------- |
| 1   | David Marshall    | 05-03-1985    | 3  | 0 | 0 | 0 | 0 | 0 | 0 | Derby County        | GK         |
| 2   | Stephen O'Donnell | 11-05-1992    | 3  | 0 | 1 | 0 | 0 | 0 | 2 | Motherwell FC       | RB         |
| 3   | Andrew Robertson  | 11-03-1994    | 3  | 0 | 0 | 0 | 0 | 0 | 0 | Liverpool FC        | LB         |
| 4   | Scott McTominay   | 08-12-1996    | 3  | 0 | 0 | 0 | 0 | 0 | 0 | Manchester United   | CM         |
| 5   | Grant Hanley      | 20-11-1991    | 3  | 0 | 0 | 0 | 0 | 0 | 1 | Norwich City        | CB         |
| 6   | Kieran Tierney    | 05-06-1997    | 2  | 0 | 0 | 0 | 0 | 0 | 0 | Arsenal FC          | LB         |
| 7   | John McGinn       | 18-10-1994    | 3  | 0 | 1 | 0 | 0 | 0 | 0 | Aston Villa         | CM         |
| 8   | Callum McGregor   | 14-06-1993    | 3  | 1 | 0 | 0 | 0 | 1 | 0 | Celtic FC           | CM         |
| 9   | Lyndon Dykes      | 07-10-1995    | 3  | 0 | 0 | 0 | 0 | 0 | 1 | Queens Park Rangers | CF         |
| 10  | Che Adams         | 13-07-1996    | 3  | 0 | 0 | 0 | 0 | 1 | 2 | Southampton FC      | CF         |
| 11  | Ryan Christie     | 22-02-1995    | 1  | 0 | 0 | 0 | 0 | 0 | 1 | Celtic FC           | AM, RW     |
| 12  | Craig Gordon      | 31-12-1982    | 0  | 0 | 0 | 0 | 0 | 0 | 0 | Heart of Midlothian | GK         |
| 13  | Greg Taylor       | 05-11-1997    | 0  | 0 | 0 | 0 | 0 | 0 | 0 | Celtic FC           | LB         |
| 14  | John Fleck        | 24-08-1991    | 0  | 0 | 0 | 0 | 0 | 0 | 0 | Sheffield United    | CM         |
| 15  | Declan Gallagher  | 13-02-1991    | 0  | 0 | 0 | 0 | 0 | 0 | 0 | Motherwell FC       | CB         |
| 16  | Liam Cooper       | 30-08-1991    | 1  | 0 | 0 | 0 | 0 | 0 | 0 | Leeds United        | CB         |
| 17  | Stuart Armstrong  | 30-03-1992    | 3  | 0 | 0 | 0 | 0 | 1 | 2 | Southampton FC      | CM         |
| 18  | David Turnbull    | 10-07-1999    | 0  | 0 | 0 | 0 | 0 | 0 | 0 | Celtic FC           | CM         |
| 19  | Kevin Nisbet      | 08-03-1997    | 3  | 0 | 0 | 0 | 0 | 3 | 0 | Hibernian FC        | CF         |
| 20  | Ryan Fraser       | 24-02-1994    | 2  | 0 | 0 | 0 | 0 | 2 | 0 | Newcastle United    | LW         |
| 21  | Jon McLaughlin    | 09-09-1987    | 0  | 0 | 0 | 0 | 0 | 0 | 0 | Rangers FC          | GK         |
| 22  | Nathan Patterson  | 16-10-2001    | 1  | 0 | 0 | 0 | 0 | 1 | 0 | Rangers FC          | RB         |
| 23  | Billy Gilmour     | 11-06-2001    | 1  | 0 | 0 | 0 | 0 | 0 | 1 | Chelsea FC          | CM         |
| 24  | Jack Hendry       | 07-05-1995    | 1  | 0 | 0 | 0 | 0 | 0 | 1 | KV Oostende         | CB         |
| 25  | James Forrest     | 07-07-1991    | 1  | 0 | 0 | 0 | 0 | 1 | 0 | Celtic FC           | RW         |
| 26  | Scott McKenna     | 12-11-1996    | 1  | 0 | 1 | 0 | 0 | 1 | 0 | Nottingham Forest   | CB         |

### Wedstrijden
| Nr. | Land      | GW | W | G | V | DV | DT | DS | Ptn |
| --- | --------- | -- | - | - | - | -- | -- | -- | --- |
| 1   | Engeland  | 3  | 2 | 1 | 0 | 2  | 0  | +2 | 7   |
| 2   | Kroatië   | 3  | 1 | 1 | 1 | 4  | 3  | +1 | 4   |
| 3   | Tsjechië  | 3  | 1 | 1 | 1 | 3  | 2  | +1 | 4   |
| 4   | Schotland | 3  | 0 | 1 | 2 | 1  | 5  | -4 | 1   |

#### Groepsfase
|                                               |           |                 |          |                                                                          |
| 14 juni 2021 «onderlinge duels» 14:00 (UTC+1) | Schotland | 0 – 2           | Tsjechië | Hampden Park, Glasgow Toeschouwers: 9.847 Scheidsrechter: Daniel Siebert |
| 14 juni 2021 «onderlinge duels» 14:00 (UTC+1) |           | 42', 52' Schick |          | Hampden Park, Glasgow Toeschouwers: 9.847 Scheidsrechter: Daniel Siebert |

|                                               |          |       |           |                                                                                  |
| 18 juni 2021 «onderlinge duels» 20:00 (UTC+1) | Engeland | 0 – 0 | Schotland | Wembley Stadium, Londen Toeschouwers: 20.306 Scheidsrechter: Antonio Mateu Lahoz |
| 18 juni 2021 «onderlinge duels» 20:00 (UTC+1) |          |       |           | Wembley Stadium, Londen Toeschouwers: 20.306 Scheidsrechter: Antonio Mateu Lahoz |

|                                               |                                   |       |              |                                                                              |
| 22 juni 2021 «onderlinge duels» 20:00 (UTC+1) | Kroatië                           | 3 – 1 | Schotland    | Hampden Park, Glasgow Toeschouwers: 9.896 Scheidsrechter: Fernando Rapallini |
| 22 juni 2021 «onderlinge duels» 20:00 (UTC+1) | Vlašić 17' Modrić 62' Perišić 77' |       | 42' McGregor | Hampden Park, Glasgow Toeschouwers: 9.896 Scheidsrechter: Fernando Rapallini |

SFA · A-internationals · Selecties · Bondscoaches · Statistieken · Schots vrouwenelftal · Brits olympisch elftal · Schotland U21 · Schotland U20 · Schotland U19 · Schotland U18 · Schotland U17 · Schotland U16 · Vrouwen U17
1872 – 1899 ·
1900 – 1919 ·
1920 – 1929 ·
1930 – 1939 ·
1940 – 1949 ·
1950 – 1959 ·
1960 – 1969 ·
1970 – 1979 ·
1980 – 1989 ·
1990 – 1999 ·
2000 – 2009 ·
2010 – 2019 ·
2020 − 2029
EK's: 1992 ·
1996 ·
2020 ·
2024
WK's: 1954 ·
1958 ·
1974 ·
1978 ·
1982 ·
1986 ·
1990 ·
1998
1872 ·
1873 ·
1874 ·
1875 ·
1876 ·
1877 ·
1878 ·
1878 ·
1879 ·
1880 ·
1881 ·
1882 ·
1883 ·
1884 ·
1885 ·
1886 ·
1887 ·
1888 ·
1889 ·
1890 ·
1891 ·
1892 ·
1893 ·
1894 ·
1895 ·
1896 ·
1897 ·
1898 ·
1899 ·
1900 ·
1901 ·
1902 ·
1903 ·
1904 ·
1905 ·
1906 ·
1907 ·
1908 ·
1909 ·
1910 ·
1911 ·
1912 ·
1913 ·
1914 ·
1915–1919 ·
1920 ·
1921 ·
1922 ·
1923 ·
1924 ·
1925 ·
1926 ·
1927 ·
1928 ·
1929 ·
1930 ·
1931 ·
1932 ·
1933 ·
1934 ·
1935 ·
1936 ·
1937 ·
1938 ·
1939 ·
1940–1945 ·
1946 ·
1947 ·
1948 ·
1949 ·
1950 ·
1951 ·
1952 ·
1953 ·
1954 ·
1955 ·
1956 ·
1957 ·
1958 ·
1959 ·
1960 ·
1960 ·
1961 ·
1962 ·
1963 ·
1964 ·
1965 ·
1966 ·
1967 ·
1968 ·
1969 ·
1970 ·
1971 ·
1972 ·
1973 ·
1974 ·
1975 ·
1976 ·
1977 ·
1978 ·
1979 ·
1980 ·
1981 ·
1982 ·
1983 ·
1984 ·
1985 ·
1986 ·
1987 ·
1988 ·
1989 ·
1990 ·
1991 ·
1992 ·
1993 ·
1994 ·
1995 ·
1996 ·
1997 ·
1998 ·
1999 ·
2000 ·
2001 ·
2002 ·
2003 ·
2004 ·
2005 ·
2006 ·
2007 ·
2008 ·
2009 ·
2010 ·
2011 ·
2012 ·
2013 ·
2014 · 
2015 · 
2016 · 
2017 ·
2018 ·
2019 ·
2020 ·
2021 ·
2022
Albanië ·
Argentinië · 
Armenië ·
Australië ·
België ·
Bosnië en Herzegovina ·
Brazilië ·
Bulgarije ·
Canada ·
Chili ·
Colombia ·
Congo-Kinshasa ·
Costa Rica ·
Cyprus ·
DDR ·
Denemarken ·
Duitsland ·
Ecuador ·
Egypte ·
Engeland ·
Estland ·
Faeröer ·
Finland ·
Frankrijk ·
Georgië ·
Gibraltar · 
GOS ·
Griekenland ·
Hongarije ·
Ierland ·
IJsland ·
Iran ·
Israël ·
Italië ·
Japan ·
Joegoslavië ·
Kazachstan ·
Kroatië ·
Letland ·
Liechtenstein ·
Litouwen ·
Luxemburg ·
Malta ·
Marokko ·
Mexico ·
Moldavië ·
Nederland ·
Nieuw-Zeeland ·
Nigeria · 
Noord-Ierland ·
Noord-Macedonië ·
Noorwegen ·
Oekraïne ·
Oostenrijk ·
Paraguay ·
Peru ·
Polen ·
Portugal ·
Qatar ·
Roemenië ·
Rusland ·
San Marino ·
Saoedi-Arabië ·
Servië ·
Slovenië ·
Slowakije · 
Sovjet-Unie ·
Spanje ·
Trinidad en Tobago · 
Tsjechië ·
Tsjecho-Slowakije ·
Turkije · 
Uruguay ·
Verenigde Staten ·
Wales ·
Wit-Rusland ·
Zuid-Afrika ·
Zuid-Korea ·
Zweden ·
Zwitserland
Engeland (2021) · 
Kroatië (2021) · 
Nieuw-Zeeland (1982) · 
Tsjechië (2021)
1 Marshall ·
2 O'Donnell ·
3 Robertson  ·
4 McTominay ·
5 Hanley ·
6 Tierney ·
7 McGinn ·
8 McGregor ·
9 Dykes ·
10 Adams ·
11 Christie ·
12 Gordon ·
13 Taylor ·
14 Fleck ·
15 Gallagher ·
16 Cooper ·
17 Armstrong ·
18 Turnbull ·
19 Nisbet ·
20 Fraser ·
21 McLaughlin ·
22 Patterson ·
23 Gilmour ·
24 Hendry ·
25 Forrest ·
26 McKenna ·
Coach: Clarke